# 弗拉基米尔·瓦普尼克
弗拉基米爾·納烏莫維奇·瓦普尼克（俄語：Владимир Наумович Вапник，1936年12月6日—）是一名俄裔美國計算機科學家、研究人員和學者。他是統計學習的VC理論的主要開發者之一，也是支持向量機方法和支持向量聚類算法的共同發明者。

## 早年生活和教育
瓦普尼克出生在蘇聯的一個猶太家庭，1958年在烏茲別克撒馬爾罕的烏茲別克州立大學獲得數學碩士學位，1964年在莫斯科控制科學研究所獲得統計學博士學位。1961年至1990年，他在該研究所工作，並成為計算機科學研究部門的負責人。

## 學術生涯
1990年底，瓦普尼克移居美國，加入位於紐澤西州霍姆德爾鎮區的AT&T貝爾實驗室自適應系統研究部門。在AT&T期間，瓦普尼克和他的同事們做了支持向量機的工作，他在搬到美國之前也曾做過這個工作。他們在機器學習界感興趣的一些問題上展示了其性能，包括手寫識別。該小組後來在1996年AT&T拆分朗訊科技時成為AT&T實驗室的圖像處理研究部門。2000年，瓦普尼克和神經網路專家哈瓦·西格爾曼開發了支持向量聚類算法，使該算法能夠在沒有標籤的情況下對輸入進行分類——成為使用中最普遍的數據聚類應用之一。瓦普尼克於2002年離開AT&T，加入位於紐澤西州普林斯頓的NEC實驗室機器學習組。他還從1995年起在倫敦大學皇家霍洛威學院擔任計算機科學和統計學教授，並從2003年起在紐約市哥倫比亞大學擔任計算機科學教授一職。截至2021年2月1日，他的h指數為86，總體而言，他的出版物已被引用226,597次。他的《統計學習理論的性質》一書就被引用了91,650次。
2014年11月25日，瓦普尼克加入Facebook人工智智慧研究部，與他的長期合作者傑森·韋斯頓（Jason Weston）、萊昂·伯托、羅南·科洛貝爾（Ronan Collobert）和楊立昆一起工作。 2016年，他還加入了Vencore實驗室。

## 榮譽
瓦普尼克於2006年入選美國國家工程院。他獲得了2005年伽伯獎、2008年帕里斯·卡内拉基斯獎、2010年神經網路先鋒獎、2012年IEEE弗蘭克·羅森布拉特獎、2012年本杰明·富兰克林计算机和认知科学奖、2013年NEC C&C基金會的C&C獎、2014年坎佩·德·費里特獎、2017年IEEE约翰·冯·诺伊曼奖章。2018年，他獲得倫敦大學的科爾莫戈羅夫獎章，並發表科爾莫戈羅夫講座。2019年，瓦普尼克獲得BBVA基金會知識前沿獎。

## 出版書籍
- On the uniform convergence of relative frequencies of events to their probabilities, co-author A. Y. Chervonenkis, 1971
- Necessary and sufficient conditions for the uniform convergence of means to their expectations, co-author A. Y. Chervonenkis, 1981
- Estimation of Dependences Based on Empirical Data, 1982
- The Nature of Statistical Learning Theory, 1995
- Statistical Learning Theory (1998). Wiley-Interscience, ISBN 0-471-03003-1.
- Estimation of Dependences Based on Empirical Data, Reprint 2006 (Springer), also contains a philosophical essay on Empirical Inference Science, 2006

## 外部連結
- Photograph of Professor Vapnik （页面存档备份，存于）
- Vapnik's brief biography （页面存档备份，存于） from the Computer Learning Research Centre, Royal Holloway
- Interview by Lex Fridman